# Svédország az 1896. évi nyári olimpiai játékokon
Svédország a görögországi Athénban megrendezett 1896. évi nyári olimpiai játékok egyik részt vevő országa volt. Az országot az olimpián 2 sportágban 1 sportoló képviselte, aki érmet nem szerzett.

## Atlétika
| Versenyző      | Versenyszám | Előfutam   | Előfutam   | Döntő   | Döntő    |
| Versenyző      | Versenyszám | Idő        | Hely.      | Idő     | Helyezés |
| -------------- | ----------- | ---------- | ---------- | ------- | -------- |
| Henrik Sjöberg | 100 m       | nincs adat | nincs adat | kiesett | kiesett  |

| Versenyző      | Versenyszám   | Eredmény   | Helyezés   |
| -------------- | ------------- | ---------- | ---------- |
| Henrik Sjöberg | Magasugrás    | 160 cm     | 4.         |
| Henrik Sjöberg | Távolugrás    | nincs adat | nincs adat |
| Henrik Sjöberg | Diszkoszvetés | nincs adat | nincs adat |

## Torna
| Versenyző      | Versenyszám | Pontszám   | Helyezés   |
| -------------- | ----------- | ---------- | ---------- |
| Henrik Sjöberg | Ugrás       | nincs adat | nincs adat |